# Taekwondo aux Jeux africains de 2007
Navigation
2003 2011
Les compétitions de taekwondo aux Jeux africains de 2007 ont lieu en juillet 2007 dans la salle OMS de Boumerdès.

## Médaillés

### Hommes
- Dickson Wamwiri (Kenya) est médaillé d'or dans la catégorie des moins de 58 kg[1].
- Rabia Yekini (Algérie) est médaillé d'argent dans la catégorie des moins de 58 kg[1].
- Guerouache Abderraouf (Libye) est médaillé d'or dans la catégorie des moins de 62 kg[2].
- Francis Nduati (Kenya) est médaillé d'argent dans la catégorie des moins de 62 kg[2].
- Abounaka Mustapha (Égypte) et Solbe Tariku Borena (Éthiopie) sont médaillés de bronze dans la catégorie des moins de 62 kg[2].
- Balla Dieye (Sénégal) est médaillé d'or dans la catégorie des moins de 67 kg[3].
- Gorome Karé (Sénégal) est médaillé d'or dans la catégorie des moins de 72 kg[2].
- Seydina Drabo est médaillé d'argent dans la catégorie des moins de 72 kg[2],[4].
- Amrane Hamoudi (Algérie) et Djamel Abdeldjalil (Éthiopie) sont médaillés de bronze dans la catégorie des moins de 72 kg[2].
- Chika Chukwumerije (Nigeria) est médaillé d'or dans la catégorie des plus de 84 kg[1].
- Badreddine Khalfouni (Libye) est médaillé d'argent dans la catégorie des plus de 84 kg[1].
- Paskoal Valantino (Angola) et Abdelchafi Ramy (Égypte) sont médaillés de bronze dans la catégorie des plus de 84 kg[1].

### Femmes
- Aminata Makou Traoré (Mali) et Mistre Bitew (Éthiopie) sont médaillées de bronze dans la catégorie des moins de 47 kg[3].
- Mahdjar Ikram (Tunisie) est médaillée d'or dans la catégorie des moins de 51 kg[1].
- Yousra Karoline (Égypte) est médaillée d'argent dans la catégorie des moins de 51 kg[1].
- Rosemary Stanley (Nigeria) et Raboroko Moliehi (Lesotho) sont médaillées de bronze dans la catégorie des moins de 51 kg[1].
- Samira Saadallah (Égypte) est médaillée d'or dans la catégorie des moins de 55 kg[2].
- Bineta Diedhiou (Sénégal) est médaillée d'argent dans la catégorie des moins de 55 kg[2].
- Baadache Ibtissem (Algérie) et Viviane N'Guessan Kouamé (Côte d'Ivoire) sont médaillées de bronze dans la catégorie des moins de 55 kg[2].
- Nacéra Chemam (Algérie) est médaillée de bronze dans la catégorie des moins de 59 kg[5].
- Adja Fatou Sow (Sénégal) est médaillée d'or dans la catégorie des moins de 63 kg[2].
- Anelle Steyn (Afrique du Sud) est médaillée d'argent dans la catégorie des moins de 63 kg[2].
- Khaoula Ben Hamza (Tunisie) et Appeal Isimirie (Nigeria) sont médaillées de bronze dans la catégorie des moins de 63 kg[2].
- Rachida Chérif (Algérie) est médaillée de bronze dans la catégorie des moins de 67 kg[5].
- Amina Mustapha (Nigeria) est médaillée d'or dans la catégorie des moins de 72 kg[3].
- Aminata Doumbia (Mali) est médaillée de bronze dans la catégorie des moins de 72 kg[6].
- Linda Azzedine (Algérie) est médaillée d'or dans la catégorie des plus de 72 kg[1].
- Noha Abd Rabo (Égypte) est médaillée d'argent dans la catégorie des plus de 72 kg[1].
- Graciella Mouranbou (Gabon) et Princess Dudu (Nigeria) sont médaillées de bronze dans la catégorie des plus de 72 kg[1].